# Костел Пресвятої Трійці (Микулинці)
Костел Пресвятої Трійці, або Троїцький костел у Микулинцях — культова споруда, одна з найвизначніших барокових пам'яток архітектури Тернопільщини, найстаріший зі збережених храмів містечка Микулинців Тернопільського району.

## Історія

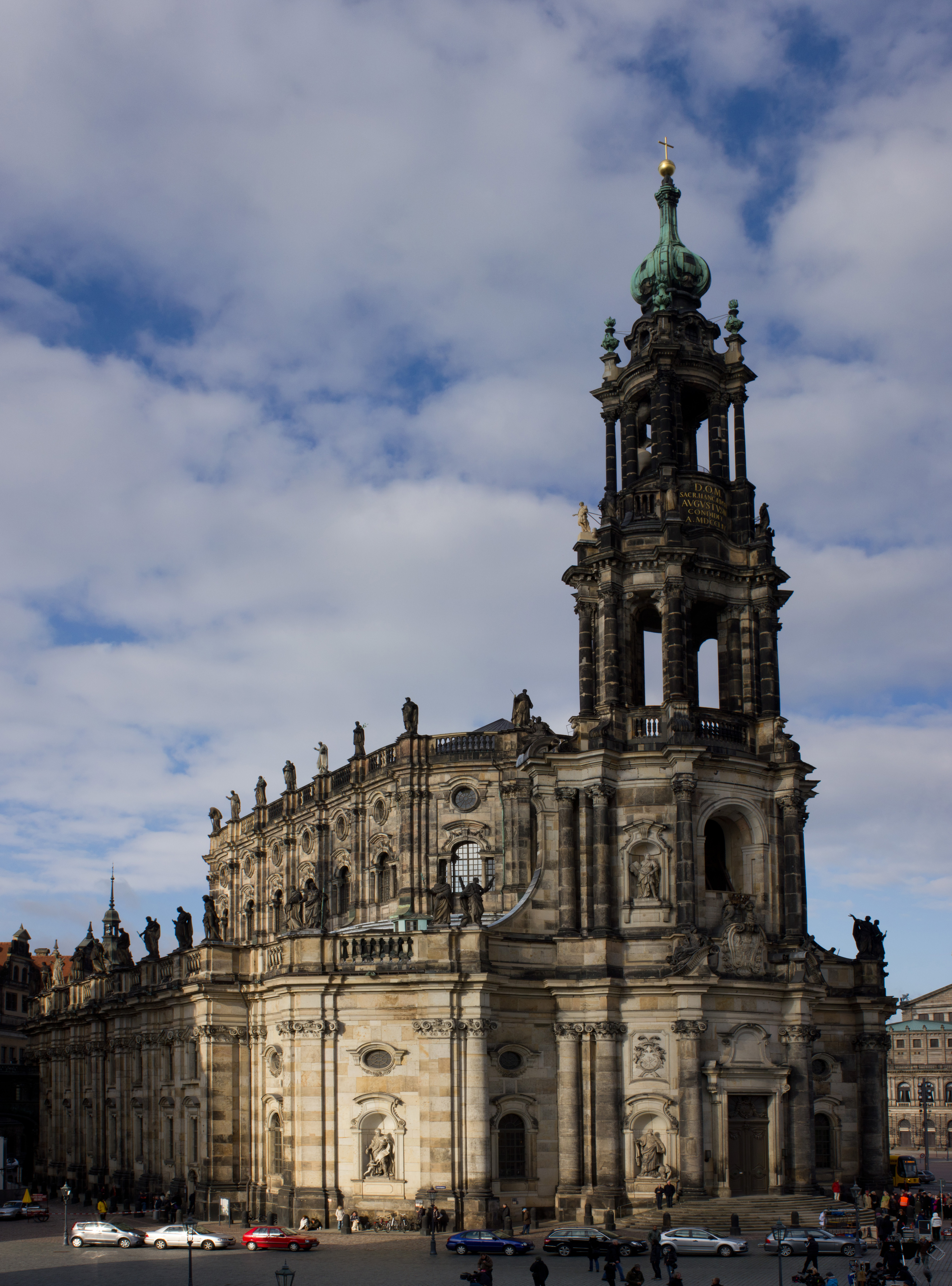
Гофкірхе, Дрезден

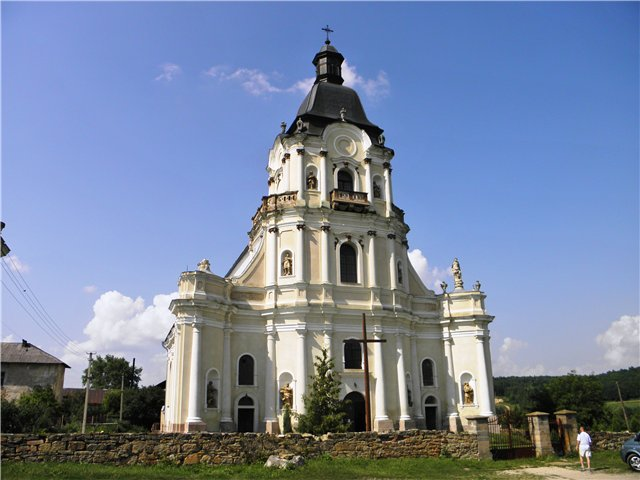

Костел у Микулинцях існував наприкінці XVI століття. Певний час у Микулинцях існував дерев'яний костел Івана Хрестителя, пізніше на тому самому місці був збудований теперішній кам'яний.
Наріжний камінь на спорудження цієї святині закладено 1761 року за присутності львівського латинського архиєпископа Вацлава Героніма Сераковського, закінчено будівництво 1779 року.
Збудований архітектором Авґустом Мошинським в стилі бароко. Авґуст Мошинський — чоловік внучки дідички Микулинець Людвіки Потоцької (другої дружини великого гетьмана коронного Юзефа Потоцького) був родом із Саксонії. За взірець спорудження костелу А. Мошинський взяв католицький костел при королівському палаці в Дрездені — творіння відомого архітектора Ґаетано К'явері (італ. Gaetano Chiaveri, 1689—1780).
У 1780—1785 роках парафію Микулинці обслуговували ченці Згромадження отців-місіонерів св. Вікентія, наприкінці XVIII століття через закриття монастиря новою владою, став парафіяльним.
Протягом 1799–1816 років у парафії відбулося багато змін: ремонт храму після сильної бурі, зміна пароха, встановлення нових дзвонів. У роки війни костел був повністю залишений і закритий.
У 1989 році відновлена парафія Трійці Пресвятої, яка тепер входить до складу Чортківського деканату Львівської архидієцезії. Проведено частковий ремонт костелу за проєктом архітектора Зеновія Лоґуша.
У 2025  році  на вежі костелу встановили звуковий годинник.

## Опис

### Екстер'єр
Костел орієнтований з півночі на південь, розміщений на осі з комплексом Микулинецького палацу.
Споруда має багатий архітектурний декор. Фасад багато оздоблений бароковими елементами з пишними деталями. Завершується невеликим куполом у вигляді намету. В нішах встановлено кам'яні скульптури і вази.

### Інтер'єр
Всередині костелу є головний та чотири бічні вівтарі, які виготовлені з дерева, а також покриті мармуром. Вівтарі виготовлені в 1779 році. У центрі головного вівтаря — ікона («образ») Святої Трійці. Вище образа на каркасі знаходиться напис латинською мовою ET HI UNUM SUNT.
У найвищій частині два ангели та голуб Святого Духа в променистій обрамці. Вівтарі бічні:
- вівтар Матері Божої — посередині вмонтована скульптура Непорочної Діви Марії, з боків — алегоричні фігури та ангели,
- вівтар Найсвятішого Серця Ісусового — посередині вмонтована скульптура Божого Милосердя, з боків — алегоричні фігури,
- вівтар св. Йосифа[7]
- вівтар св. Антонія[8]

Костел досить добре зберігся, хоча частина інвентарю — в Олеському музеї.
Проповідальниця (і кіш, і балдахін) прикрашена різьбленими фігурами.
Збіґнєв Горнунґ вважав Марціна Твардовського автором різьблених фігур вівтаря костелу Пресвятої Трійці. Верифікацію цього твердження затруднює брак творів майстра, з якими їх можна було б порівняти. Правдоподібність цієї версії припускав Ян К. Островський.

## Цвинтар
За костелом, за невисоким муром є старовинний цвинтар.

## Світлини

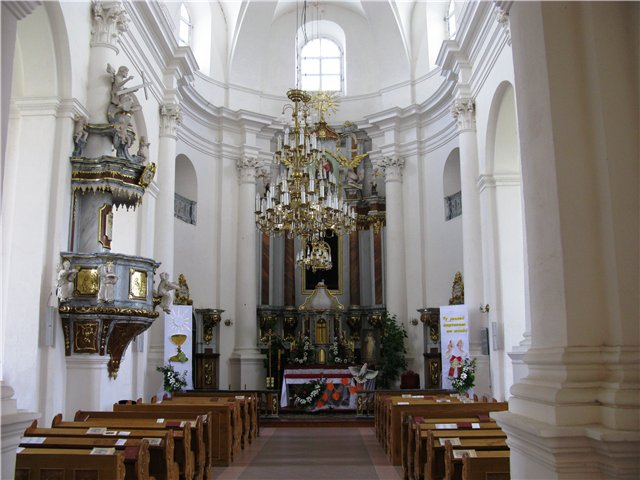
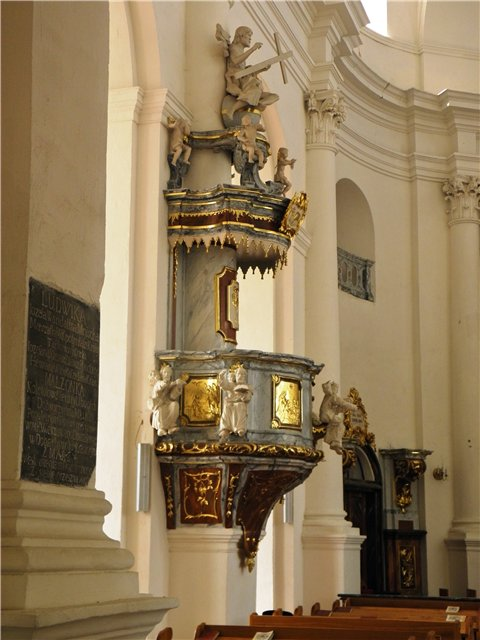
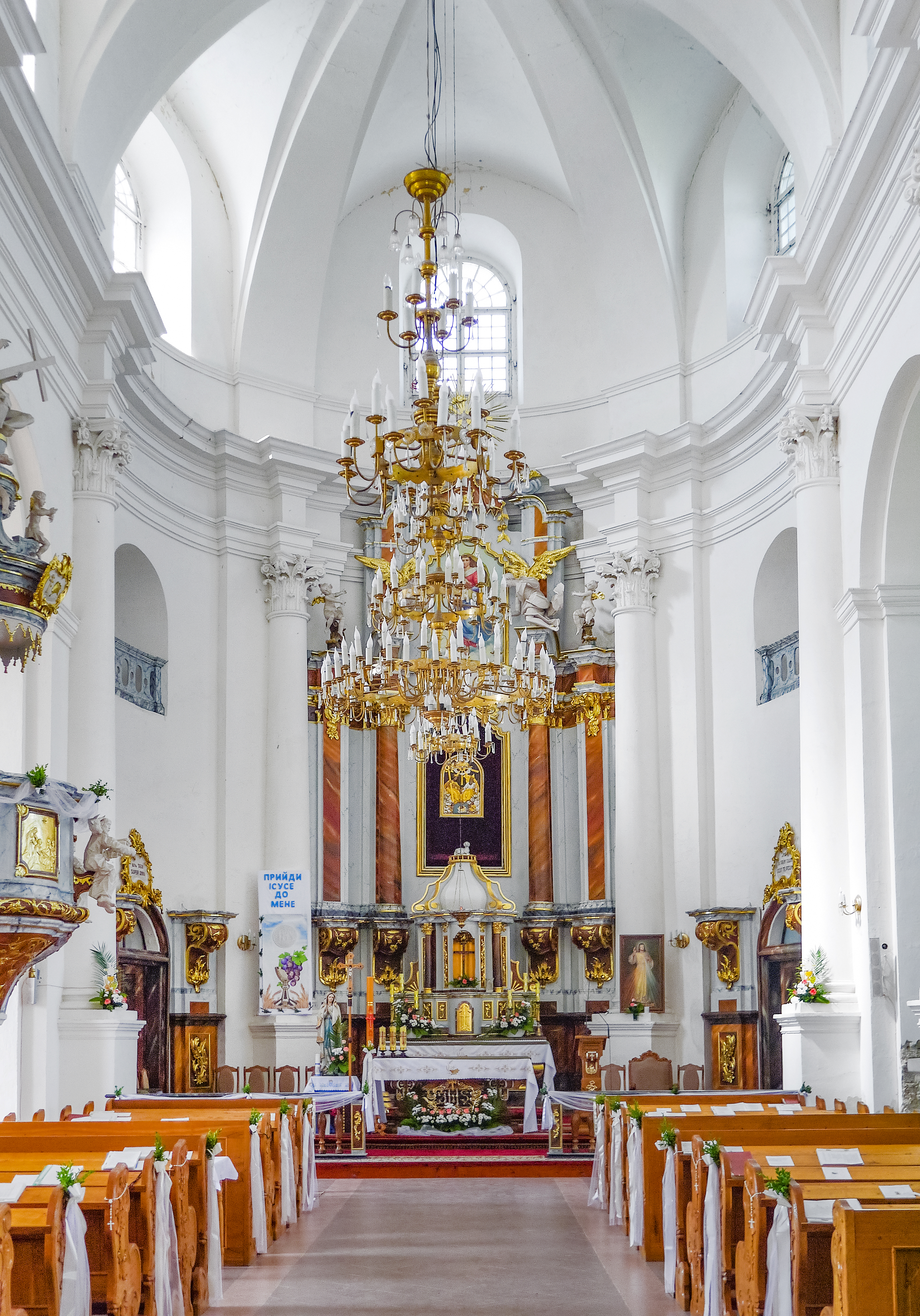
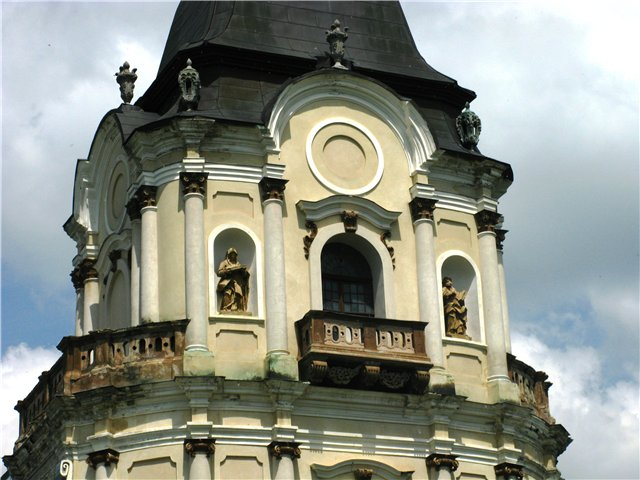
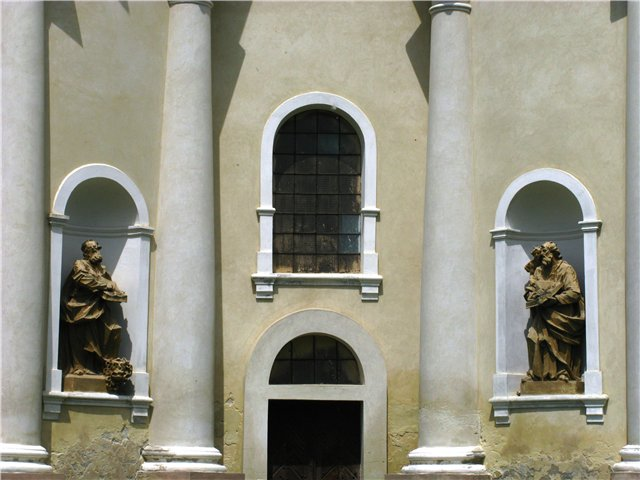
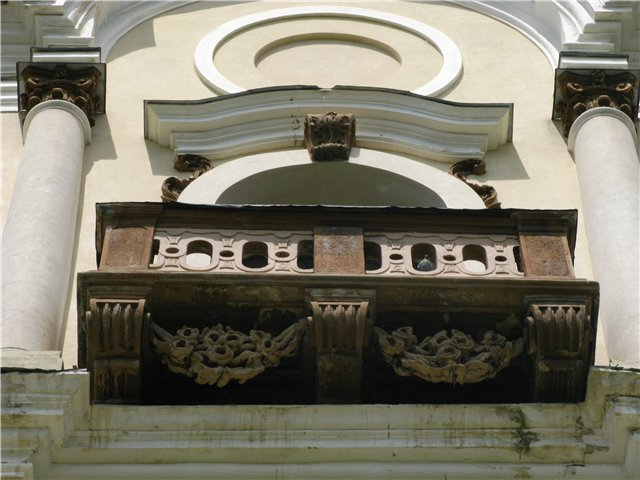
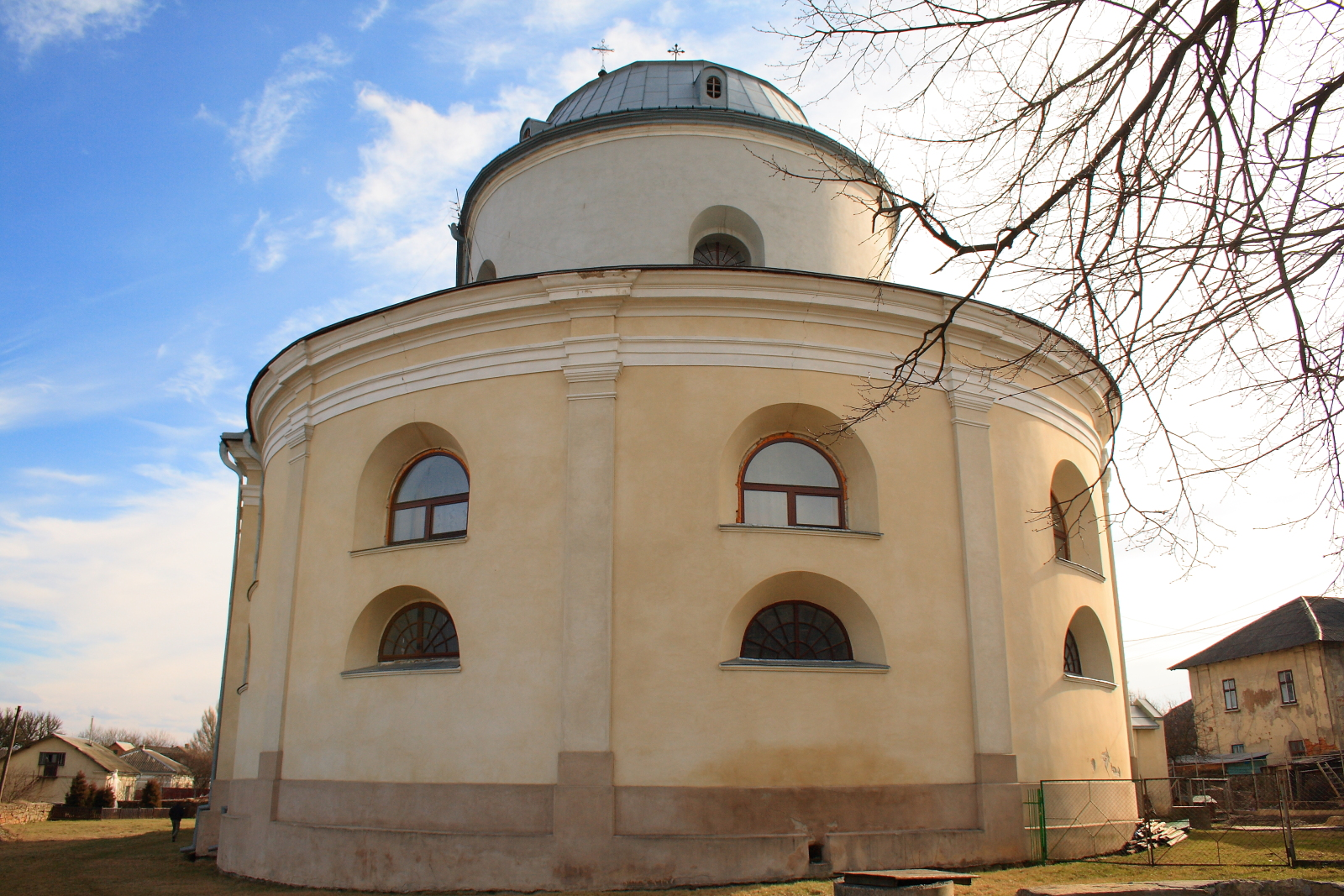
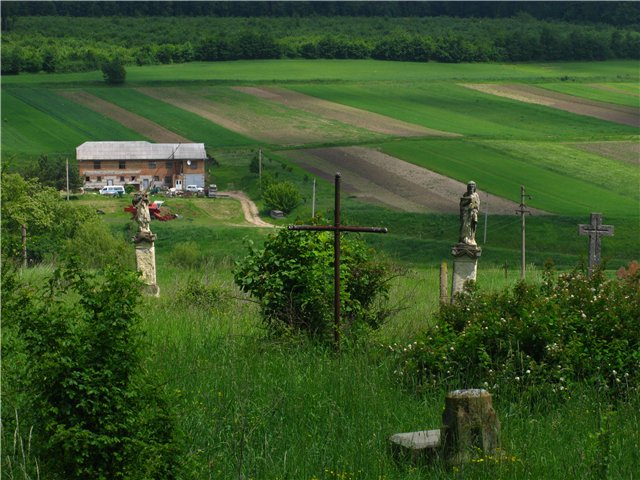
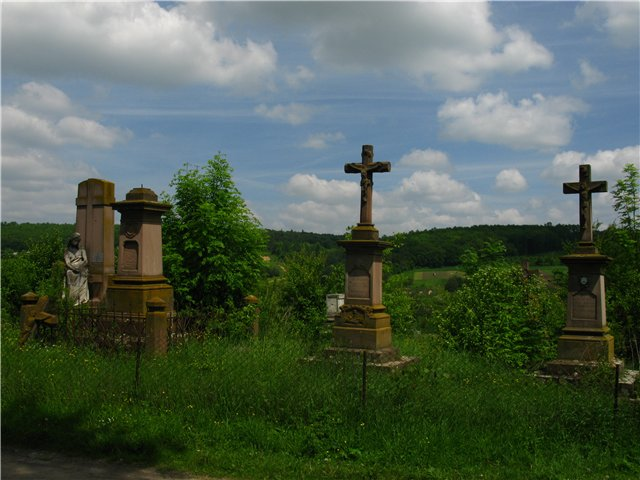
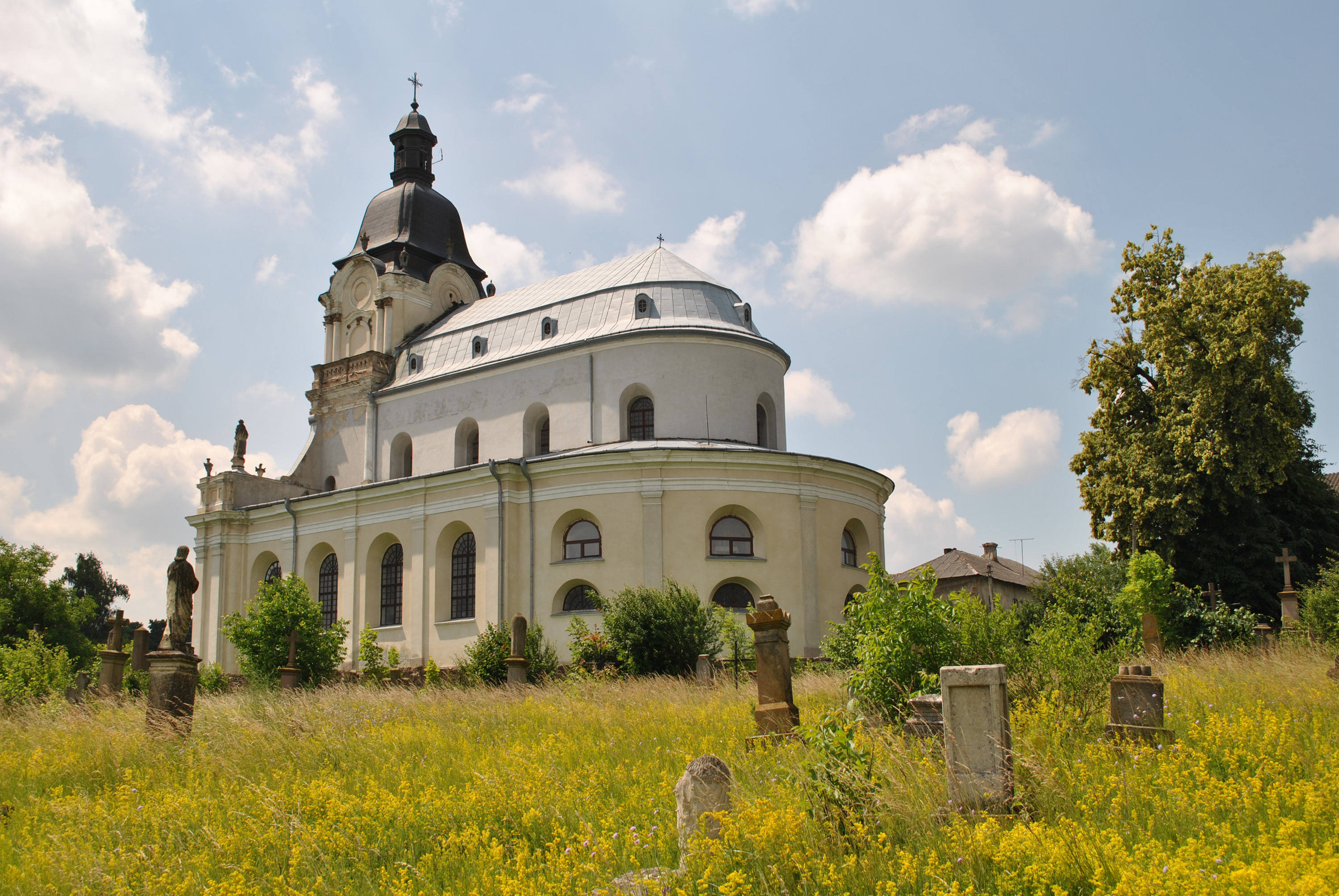
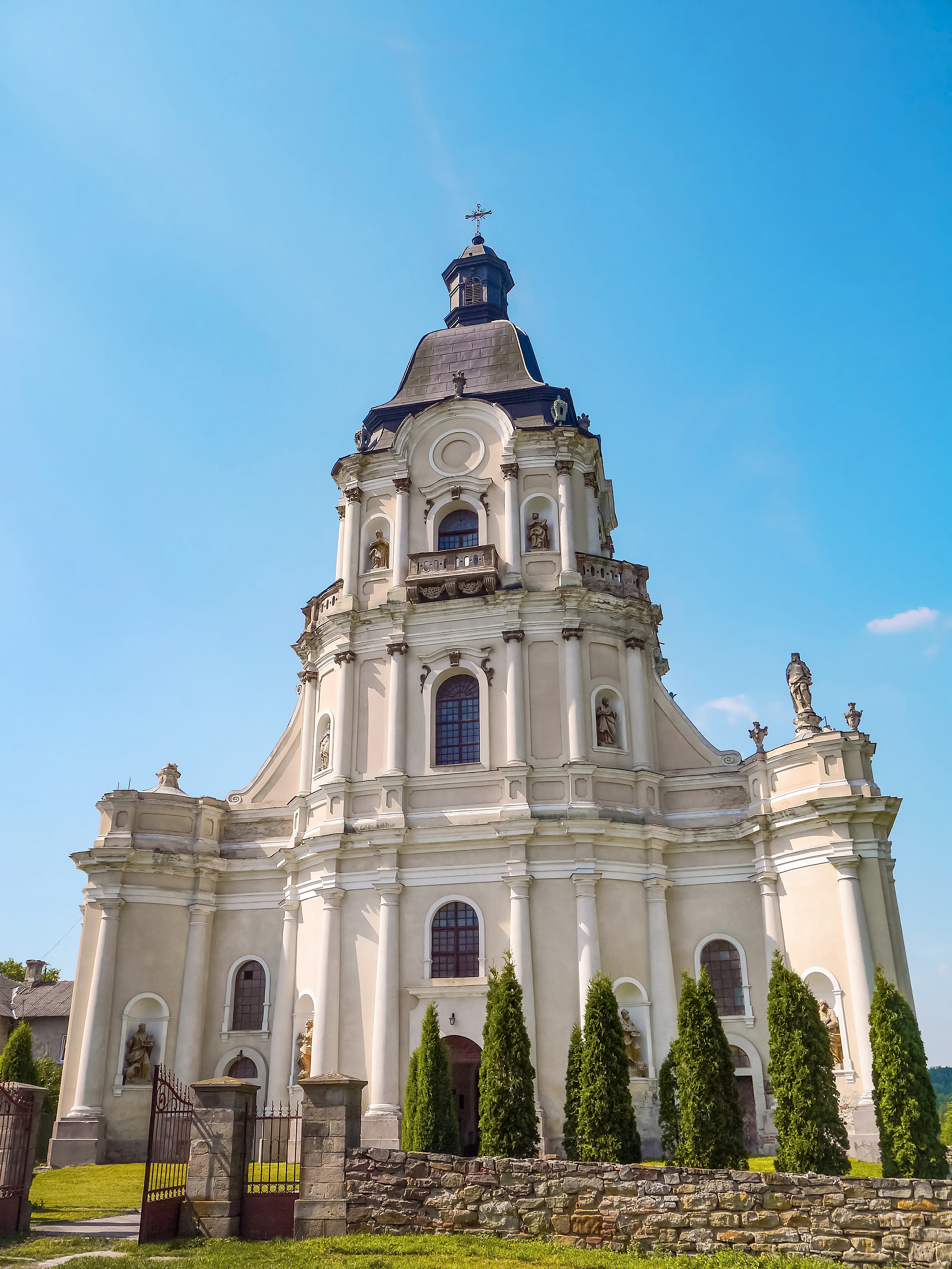
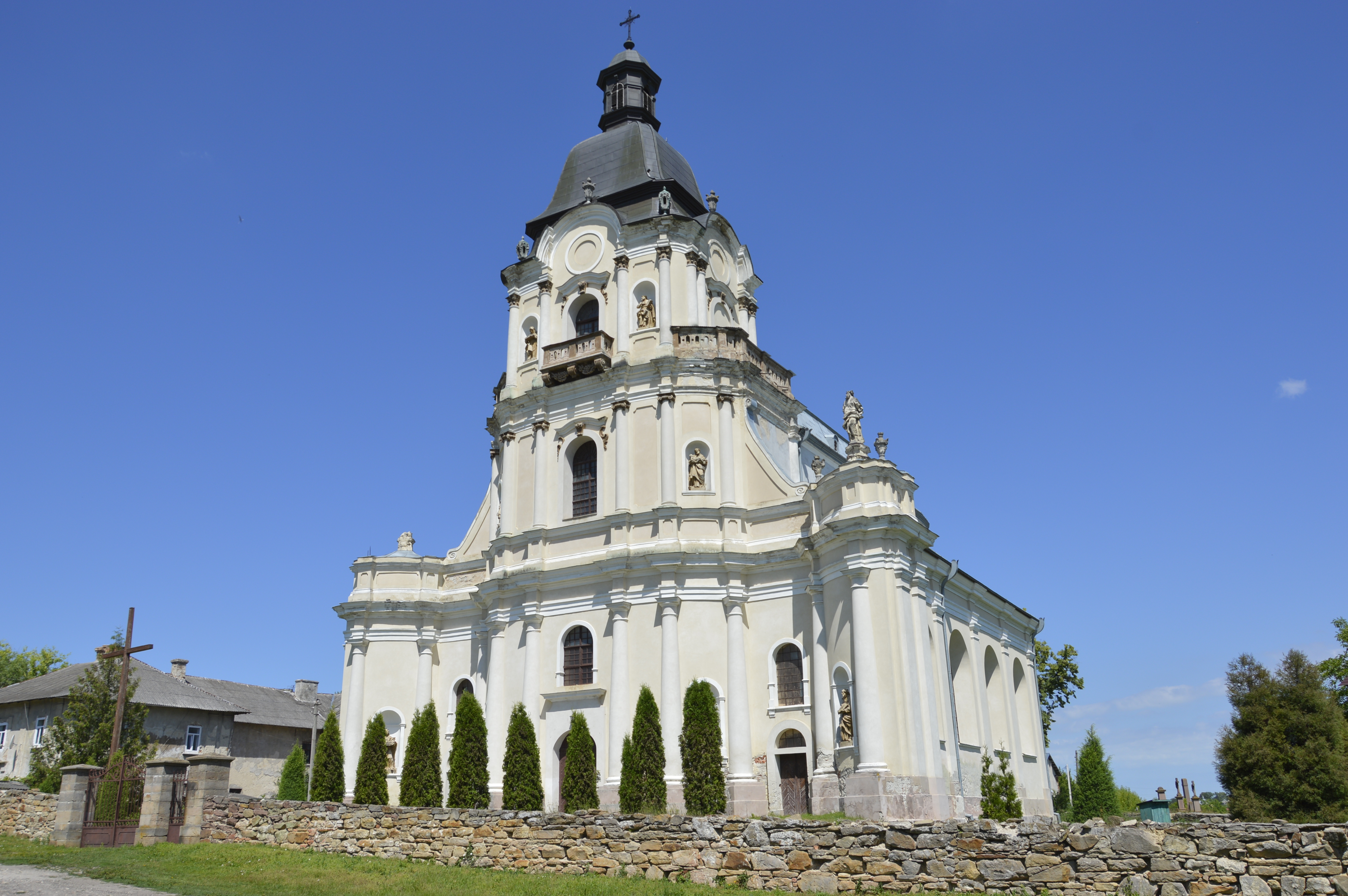